# 阿氏巴西骨舌魚
阿氏巴西骨舌魚（学名：Arapaima agassizii）為輻鰭魚綱骨舌魚目骨舌魚科的一種熱帶淡水魚，分布於南美洲巴西亞馬遜河流域，棲息在底中層水域，生活習性不明。

## 扩展阅读
維基物種上的相關：阿氏巴西骨舌魚